# Batalla de Yorktown (1781)
La batalla de Yorktown tuvo lugar durante la guerra de Independencia de los Estados Unidos de América entre el 26 de septiembre y el 19 de octubre de 1781. Enfrentó a los independentistas y sus aliados franceses —tanto los enviados oficialmente al mando del conde de Rochambeau como los voluntarios del marqués de La Fayette— contra los británicos al mando de lord Cornwallis.

## Contexto
Cuando los generales Rochambeau y Washington se encuentran en Wethersfield, Connecticut, el 22 de mayo de 1781 para decidir la estrategia a adoptar respecto de los británicos, tienen intención de avanzar hacia Nueva York, ocupada por 10 000 hombres al mando de Henry Clinton, el comandante británico de mayor graduación.
Durante este tiempo, le llegó al general Lafayette la información de que Lord Cornwallis había tomado posiciones en Yorktown, en Virginia cerca del río York. Antes de volver a caer sobre la campiña virginiana, Cornwallis acampaba con sus 7500 hombres en las colonias del sur, de las que ocupaba una buena parte, aunque tuvo que abandonar sus posiciones para avituallarse y permitir a sus soldados recuperar fuerzas en Yorktown, ya que sus efectivos habían menguado notablemente en razón de la campaña que Nathanael Greene había sostenido sin descanso contra sus tropas desde 1780. Clinton deseaba también este movimiento hacia Yorktown para que las tropas pudiesen contactar con la Royal Navy.
Washington conoce la posición de los británicos en julio, y prevé reunir las tropas francesas y patriotas para llevarlas a Virginia, esperando que Cornwallis siga con sus tropas en Yorktown.
Respecto de las operaciones navales, los españoles también colaboraron en el sitio de Yorktown en 1781. El general francés Jean-Baptiste Donatien de Vimeur de Rochambeau, al mando de las fuerzas de su país en América del Norte, envió un llamamiento desesperado a François Joseph Paul de Grasse, el almirante francés designado para ayudar a los colonos, para pedirle recaudar dinero en el Caribe y financiar la campaña de Yorktown. De Grasse tras reunirse con el Comisionado Regio español Francisco de Saavedra, alcanzaron el llamado Convenio de Grasse—Saavedra, cuya primera acción fue organizar una flota de apoyo a las tropas franco—estadounidenses que asediaban a las tropas británicas en Yorktown.
De este modo España envió una flotilla al mando de Solano para defender los puertos franceses en el Caribe, además de aportar el dinero que se necesitaba, más de 500 000 en pesos de plata, recolectados por Saavedra en La Habana en tan solo 48 horas. Esto hizo posible que la escuadra de De Grasse pudiera partir con dinero y un contingente de 3.000 soldados de apoyo. Este dinero se utilizó para comprar insumos críticos para el sitio, y para financiar la nómina del ejército continental. Washington recibe la confirmación, el 14 de agosto, de que el almirante de Grasse, que hasta entonces se encontraba en las Antillas, estaba ahora fondeado en la bahía de Chesapeake con una potente flota de ochenta y ocho navíos y un ejército de más de 3.000 hombres. Estos inesperados y decisivos refuerzos eran el fruto de la colaboración naval y financiera Franco—Española plasmada en los acuerdos entre el Comisario Regio español Francisco de Saavedra y el propio de Grasse. (Convenio de Grasse-Saavedra).

## La batalla
La batalla se libró en Yorktown, colonia de Virginia, asediada desde hacía varias semanas. Por un lado, tenemos a 8.000 británicos al mando de Lord Charles Cornwallis, y por otro, a 9.000 insurgentes continentales, voluntarios de La Fayette, al mando del coronel Armand Tuffin, marqués de la Rouerie, y George Washington, así como 5.000 hombres del cuerpo expedicionario francés del conde Jean-Baptiste Donatien de Vimeur de Rochambeau (11 000 franceses en total).
La flota francesa sostiene el bloqueo del puerto de Yorktown, impidiendo cualquier operación británica de reavituallamiento por mar, mientras que tropas terrestres francesas y patriotas rodeaban la ciudad.
El ejército franco-insurgente asedia la ciudad tras haber tomado las fortificaciones y bastiones que debían defender. El general británico que mandaba las tropas situadas en Yorktown, Lord Cornwallis, se rinde, fingiendo encontrarse enfermo, y envía a uno de sus subordinados a entregar su espada a los vencedores.

## Los canadienses franceses en la batalla de Yorktown
Varios canadienses de origen francés tomaron parte en la batalla de Yorktown. Así, por ejemplo, el mayor Clément Gosselin, Germain Dionne, y varios otros combaten con La Fayette y Washington. La derrota británica lleva a 40.000 realistas al Quebec y a Nueva Escocia, que se unen a una población de 90.000 francófonos. Ello supondrá de hecho la creación del Canadá inglés.
Louis-Philippe de Vaudreuil, nieto de un gobernador de Nueva Francia, probablemente nacido él mismo en Nueva Francia, es almirante en la Marina francesa durante la batalla de Chesapeake ante Yorktown. Jacques Bedout, nacido en Quebec y por entonces teniente de fragata francés (más tarde contraalmirante), se encuentra por su parte en la fragata La Railleuse.

## Orden de batalla
| Comandante en jefe: Lord Cornwallis 8.000 hombres - Brigada de Guardias a pie (O’Hara) - Brigada de Infantería ligera (Abercrombie) - 1. Brigada (Yorke) - 2. Brigada (Dundas) - Lealistas - Contingente alemán: - Ansbach-Bayreuth (von Voigt) - Hesse-Kassel (von Fuchs) |  | Comandante en jefe: conde Jean-Baptiste Donatien de Vimeur de Rochambeau 11 000 hombres - Marina: almirante François Joseph Paul de Grasse - Artillería: coronel d'Aboville - Caballería - 5º Regimiento de húsares (Legión de voluntarios extranjeros de Lauzun): coronel propietario Armand Louis de Gontaut-Biron, duque de Lauzun - Infantería - Brigada Bourdonnais - Regimiento de Bourdonnais: coronel marqués de Laval - 99.º Regimiento de infantería de línea (Regimiento Royal Deux-Ponts): coronel conde de Deux Ponts - Brigada Soissonnais - 40.º Regimiento de infantería de línea (Regimiento de Soissonnais): coronel marqués de Saint Maime - 82.º Regimiento de infantería (Regimiento de Saintonge): coronel marqués de Custine - Brigada Agenois - 16º Regimiento de infantería de línea (Regimiento de Agenois): coronel marqués de Audechamp - 18º Regimiento de infantería de línea (Regimiento de Gatinais): teniente coronel de L'Estrade - Regimiento de Turena (no adscrito a ninguna brigada): coronel vizconde de Pondeux Comandante en jefe: George Washington 6.000 hombres - División Ligera (La Fayette) - 1.ª Brigada (Muhlenberg) - 2ª Brigada (Hazen) - 2ª División (Benjamin Lincoln) - 1.ª Brigada (Clinton) - 2ª Brigada (Dayton) - 3ª División (Friedrich Wilhelm von Steuben) - 1.ª Brigada (Wayne) - 2ª Brigada (Gist) - Milicias de Virginia (Nelson) - 1.ª Brigada (Weedon) - 2ª Brigada (Lawson) - 3ª Brigada (Stevens) |